# Tropheus kasabae
Tropheus kasabae là một loài cá thuộc họ Cichlidae. Loài này có ở Cộng hòa Dân chủ Congo, Tanzania, and Zambia. Môi trường sống tự nhiên của chúng là hồ nước ngọt.